# Cuprorodsite
La cuprorodsite (simbolo IMA: Crh) è un minerale raro del supergruppo dello spinello e in particolare dei tiospinelli, nella cui famiglia occupa un posto nel sottogruppo della linnaeite; appartiene alla classe dei minerali "solfuri e solfosali" con la composizione chimica (Cu+0,5Fe3+0,5)Rh3+2S4 o, semplificata, con la composizione idealizzata CuRh2S4; è quindi, da un punto di vista chimico, un solfuro di rame-rodio.

## Etimologia e storia
La cuprorodsite è stata scoperta per la prima volta insieme alla cuproiridsite in campioni minerali provenienti dal Monte Filipp (in russo: гора Филиппа) nella penisola di Kamčatka e dal massiccio del Ciad vicino al massiccio di Kondër nell'altopiano dell'Aldan sul territorio della Repubblica di Sacha (Jacuzia) nella regione di Khabarovsk del Circondario federale dell'Estremo Oriente. Entrambi i siti sono quindi considerati la località tipo per la cuprorodsite. L'analisi e la prima descrizione sono state effettuate da N.S. Rudashevsky, Y.P. Men'shikov, A.G. Mochalov, N.V. Trubkin, N.I. Shumskaya, V.V. Zhdanov, che hanno chiamato il minerale a causa della presenza del rame (in latino cuprum) e del rodio nella composizione chimica.
Nel 1984, il team di mineralogisti di Rudaschewski presentò i risultati dei saggi e il nome scelto per la revisione all'Associazione Mineralogica Internazionale (numero di ingresso interno dell'IMA: 1984-016), che riconobbe la cuprorodsite come specie minerale a sé stante. La pubblicazione seguì un anno dopo sulla rivista russa Sapiski Vsesojusnogo Mineralogicheskogo Obshchestva (in russo: Записки Всесоюзного Минералогического Общества) e fu confermata di nuovo nel 1986 con la pubblicazione dei nuovi nomi dei minerali nella rivista in lingua inglese American Mineralogist.
Il campione tipo del minerale è conservato nella Collezione Mineralogica dell'Università Mineraria Statale di San Pietroburgo (ex Istituto Minerario Statale) a San Pietroburgo con la collezione nº 1685/1.

## Classificazione
Secondo l'attuale classificazione dell'Associazione Mineralogica Internazionale (IMA), la cuprorodsite appartiene al "supergruppo spinello", dove forma il "sottogruppo linnaeite" all'interno dei "tiospinelli" insieme a cadmoindite, daubréelite, greigite, indite, joegoldsteinite, kalininite, linnaeite, polidimite, siegenite, violarite e xingzhongite.
Poiché la cuprorodsite è stata riconosciuta come minerale indipendente solo nel 1984, non è elencata nell'8ª edizione della sistematica dei minerali secondo Strunz, che è obsoleta dal 1977. Solo nella Sistematica dei lapis (Lapis-Systematik) di Stefan Weiß, che si basa ancora su questa vecchia forma della sistematica per rispetto verso i collezionisti privati e le collezioni istituzionali, il minerale ha ricevuto il sistema e il minerale nº II/D.02-20. Nella Sistematica dei lapis (Lapis-Systematik) di Stefan Weiß questo corrisponde alla classe dei "solfuri e solfosali" e lì alla sottoclasse dei "Solfuri con [il rapporto della sostanza] metallo: S, Se, Te < 1:1", dove la cuprorodsite forma un gruppo indipendente ma senza nome insieme a cuproiridsite, ferrorhodsite (screditata, poiché identica alla cuprorodsite; IMA 2017-H)), kingstonite, malanite e xingzhongite (a partire dal 2018).
La Classificazione Nickel-Strunz, in vigore dal 2001 e aggiornata l'ultima volta dall'Associazione Mineralogica Internazionale (IMA) nel 2024, classifica la cuprorodsite nella nuova classe dei "solfuri metallici con M:S = 3:4 e 2:3". Anche questo è ulteriormente suddiviso in base all'esatto rapporto delle sostanze, in modo che il minerale possa essere trovato in base alla sua composizione nella suddivisione "M:S = 3:4", dove si trova insieme a bornhardtite, cadmoindite, carrollite, cuproiridsite, daubréelite, ferrorhodsite, fletcherite, florensovite, greigite, indite, kalininite, linnaeite, malanite, polidimite, siegenite, trüstedtite, tyrrellite, violarite e xingzhongite, con cui forma il "gruppo della linnaeite" con il sistema nº 2.DA.05.
Anche la classificazione dei minerali di Dana, che viene utilizzata principalmente nel mondo anglosassone, classifica la cuprorodsite nella classe dei "solfuri e solfosali" e lì nella sottoclasse dei "minerali solfuri". Qui è anche nel "gruppo della linnaeite" con il sistema nº 02.10.01 all'interno della suddivisione "Solfuri – compresi seleniuri e tellururi – con composizione AmBnXp, con (m+n):p = 3:4".

## Chimica
Nella composizione (teoricamente) ideale, cioè pura, della cuprorodsite (CuRh2S4), il minerale è costituito da rame (Cu), rodio (Rh) e zolfo (S) in un rapporto materiale di 1:2:4, che corrisponde a una frazione di massa (% in peso) del 15,98% in peso di rame, del 51,76% in peso di rodio e del 32,26% in peso di zolfo.
Al contrario, un totale di 10 analisi condotte con microsonde sul campione tipo proveniente dalla Kamchatka ha rivelato la composizione media divergente del 7,55% in peso di rame, del 39,6% in peso di rodio e del 29,8% in peso di zolfo. Inoltre, sono state misurate le proporzioni del 5,31% di ferro (Fe) in peso, del 10,3% in peso di iridio (Ir) e del 6,8% in peso di platino (Pt), che rappresentano rispettivamente la diadochia di parte del rame e parte dell'iridio nella formula.
Sulla base di quattro atomi di zolfo, i valori misurati vengono utilizzati per calcolare la formula empirica:
{\displaystyle \mathrm {(Cu_{0.51}Fe_{0.41})_{\Sigma =0.92}(Rh_{1.66}Ir_{0.23}Pt_{0.15})_{\Sigma =2.04}S_{4.00}} }
La cuprorodsite forma una serie di cristalli misti ininterrotti con la cuproiridsite (CuIr2S4).
Nel corso del riordino della nomenclatura e della classificazione del supergruppo spinello nel 2018, la formula idealizzata per la cuprorodsite è stata ridefinita dopo la verifica della formula empirica e dei dati sperimentali per i tiospinelli sintetici che specificano gli stati di ossidazione Cu1+, Fe3+ e Rh3+ e da allora è stata utilizzata come (Cu1+0,5Fe3+0,5)Rh3+2S4.
Un minerale chimicamente simile con la composizione idealizzata (Fe,Cu)(Rh,Pt,Ir)2S4 è stato descritto per la prima volta da N. S. Rudashevsky, A. G. Mochalov, Y. P. Menshikov e N. I. Shumskaya come un analogo del ferro della cuprorodsite e nel 1996 dall'IMA con il nome di ferrorhodsite (ingresso interno nº IMA 1996-047). A causa della riorganizzazione del supergruppo dello spinello, anche questo minerale è stato rivisto e screditato nel 2017 (IMA 2017-H), poiché la formula idealizzata è identica a quella della cuprorodsite.

## Abito cristallino
La cuprorodsite cristallizza nel sistema cristallino cubico nel gruppo spaziale Fd3m (gruppo nº 227) con la costante di reticolo a = 9,88 Å e 8 unità di formula per cella unitaria.
La cuprorodsite è stata trovata solo al microscopio sotto forma di piccole inclusioni fino a circa 300 μm in grani di isoferroplatino.

## Origine e giacitura
La cuprorodsite si forma nei depositi alluvionali, dove, oltre all'isoferroplatino, può essere associata anche a bornite, calcopirite, cooperite, cuproiridsite, erlichmanite, laurite, malanite, osmio nativo e la sua varietà ricca di iridio iridosmina e sperrylite.
La cuprorodsite è stata rilevata come una formazione minerale rara solo in pochi luoghi, con poco più di 30 siti documentati in tutto il mondo (a partire dal 2020). Oltre alle località tipo sopra menzionate sul Monte Filipp in Kamchatka e sul massiccio del Ciad a Khabarovsk, il minerale è stato trovato anche in altri luoghi della Kamchatka in Russia, come il complesso mafico-ultramafico di Epilchik nel distretto di Olyutorsky (russo: Олю́торский райо́н) e in un deposito placer sul fiume Maior nei Monti Koryak e altri fiumi sul Miass nell'Oblast' di Čeljabinsk (Urali meridionali), il Baimka (affluente del Bol'šoj Anjuj) nel Circondario autonomo di Čukchi nella Siberia nord-orientale, il fiume Koura nell'Oblast' di Kemerovo nella Siberia meridionale e il massiccio del Kondër nella regione di Khabarovsk dell'Estremo Oriente.
In Austria, la cuprorodsite è stata finora trovata solo in una cava di serpentinite nel comune di Kraubath an der Mur e in una cava di cromite senza nome a Mitterberg e Sommergraben vicino a Sankt Stefan ob Leoben in Stiria.
Altri siti includono Albania, Etiopia, Australia, Brasile, Bulgaria, Colombia, Ecuador, Finlandia, Francia, Italia, Giappone, Colombia, Madagascar, Mongolia, Nuova Caledonia, Macedonia del Nord e Sierra Leone (a partire dal 2020).

## Forma in cui si presenta in natura
Il minerale è completamente opaco e mostra una lucentezza metallica sulle superfici dei grani ferro-neri, che sono anche grigi in luce incidente.